# Clotho (Camille Claudel)
Clotho est une sculpture de Camille Claudel dont on connaît deux versions : une réalisée en 1893 en plâtre et une autre, aujourd'hui perdue, de 1897 en marbre.

## Description
Dans la mythologie grecque, Clotho est l'une des filles de Zeus, la plus jeune des trois Parques qui présidaient à la destinée humaine. Elle est donc interprétée comme une personnification du destin. Cette œuvre de Claudel est émouvante par la plasticité de ses formes. La sculpture à laquelle on est confronté est immense et déchirante, elle dégage un sentiment de tourment, de tristesse et de solitude.
Claudel dépeint Clotho comme une vieille femme décrépite, la tête sans cheveux, légèrement de côté, les traits acérés et les yeux enfoncés dans des orbites marquées. Cette figure est également prise au piège dans ses propres filets.

## Historique
Dans la mythologie grecque, les Moires étaient la représentation du destin (l'équivalent des Parques dans la mythologie romaine). Clotho était la plus jeune d'entre elles et était chargé de filer les fils du destin avec sa quenouille. Ces fils représentent la vie humaine et ses décisions correspondent au destin de tous les individus de la société. Clotho apparaît dans différents mythes en raison de son statut de l'une des trois Moires, elle a participé à la création de l'alphabet, a forcé la déesse Aphrodite à faire l'amour avec d'autres dieux, a tué Typhon avec un fruit empoisonné, a persuadé Zeus de tuer Asclépios avec un coup de foudre, a accordé à Admète la possibilité, lorsqu'il était sur le point de mourir, d'être épargné par la mort si quelqu'un d'autre acceptait de mourir à sa place, a prédit l'avenir à Althée, mère de Méléagre, et a aidé les dieux dans leur guerre contre les Géants, tuant Agrios et Thoas avec des masses de bronze.

## Autres versions
Ce n'est pas la seule fois que Camille Claudel représente la figure mythologique de Clotho, puisqu'en 1893, elle réalise une œuvre intitulée "Torse de Clotho", dans laquelle le personnage est à nouveau une vieille femme décrépite aux orbites vides, aux traits acérés, à la tête chauve et légèrement tournée sur le côté.